# 搜搜
搜搜是一个搜索引擎，由腾讯控股有限公司所有。英文标识为SOSO。该网站于2006年3月正式发布，類似Google。提供网页、图片、视频、音乐、博客、電子地圖、線上百科、新闻搜索和搜吧、问问等功能。搜搜表示：“将致力打造一个精准化、个性化、社区化的创新搜索平台”。腾讯公司联席CTO熊明华曾表示，“我们是做绿色的商业化的平台”。他还表示：“搜搜的搜索结果里面不会有一项是广告”。平均Soso.com每一天得到的页面访问量为21064490。 搜搜的抓爬蜘蛛的User Agent的字串符名为 Sosospider。
2009年9月3日，“搜搜”搜索结果页面已经去掉“以下结果由Google提供”字样，很可能表明，搜搜已改用自主研发的搜索引擎技术，而之前，一直是由Google提供技术支持。
2013年9月16日，搜狐、搜狗和腾讯联合宣布达成战略合作，将搜搜业务打包注入搜狗。11月19日，“搜搜”的搜索结果改由搜狗提供，增加“以下结果由搜狗提供”字样。因此基本被搜狗取代。目前进入该网站会自动跳转到搜狗搜索页面。

## 注脚
1. ↑  . www.tencent.com. （原始内容存档于2010-05-04）.
2. ↑  . 千龙网.[永久]
3. ↑  . 人民网. （原始内容存档于2016-03-04）.
4. ↑  .   [2013-04-24]. （原始内容存档于2012-03-09）., [websitestatz]. 2011年5月18日存取
5. ↑  Sosospider User-Agent String （页面存档备份，存于）, HttpUserAgent.org
6. ↑  .   [2010-04-28]. （原始内容存档于2013-12-30）.
7. ↑  . 每经网. 2013-09-25  [2014-08-13]. （原始内容存档于2014-08-13）.